# Guerrilla de Neltume
La Guerrilla de Neltume, también conocida como "Operación Retorno", consistieron en una serie de enfrentamientos y combates que tuvieron lugar en el seno de la Resistencia armada en Chile (1973-1990) involucrando fuerzas del Ejército de Chile y la CNI contra un foco guerrillero del "Destacamento Toqui Lautaro" perteneciente al MIR, entre junio y noviembre de 1981. Las acciones se desarrollaron en el sector boscoso cordillerano de Neltume, XIV Región de los Ríos, Chile.

## Antecedentes
El año 1978, el Movimiento de Izquierda Revolucionaria MIR, formuló un plan táctico-estratégico para combatir a la dictadura militar, el cual se basaba en la estrategia de la “Revolución Proletaria”, que se debía materializar a través de  con focos de resistencia a lo largo del país sustentados en bases para su instalación. Este plan pasó a denominarse "Plan 78" u "Operación Retorno". Con sus lineamientos preparados, el MIR se dedicó a preparar un foco de resistencia en la zona rural de Panguipulli, cerca de Neltume y otro en Nahuelbuta.
Así es como en junio de 1980 desde Argentina, ingresa por los pasos cordilleranos un grupo del MIR con el fin de instalar una base para el sustento de la guerrilla en Neltume. Entre agosto y octubre llega el grueso del contingente y sus jefes, siendo el principal el comandante Miguel "Paine" Cabrera Fernández. El grupo estaba formado por René Bravo, Julio Riffo, Patricio Calfuquir, Raúl Obregón, Pedro Yañez, José Monsalve y Próspero Guzmán. Ya en el lugar, se desarrollan durante varios meses labores de establecimiento, entrenamiento militar y discusión de las estrategias a seguir. Sin embargo, ya iniciado el año 1981 y bien establecidos los campamentos, comienzan a surgir problemas con el secreto de la operación, ya que comienzan a ser detectados por lugareños al intentar abastecerse para el invierno. Estos dan aviso a la policía hacia fines de mayo.

## Desarrollo de los enfrentamientos
El 27 de junio se produce el primer enfrentamiento entre alrededor de 12 miristas con las fuerzas del Ejército de Chile constituidas por 130 soldados de la Compañía de Comandos N° 8 del Regimiento de Caballería N° 2 "Cazadores" de Valdivia, al mando del capitán Rosauro Martínez Labbé, armamento pesado y helicópteros. Luego de sendos combates, unos cuantos sobrevivientes logran romper el cerco del primer enfrentamiento, pero quedarán aislados durante más de un mes hasta agosto cuando logran reagruparse con otros dispersos y llegar a un pequeño depósito de armamento. Sin embargo ya varios habían muerto, otros estaban seriamente heridos (incluso uno padeció gangrena).La falta de ayuda desde la dirección del MIR en Santiago colabora al deterioro de los combatientes, la ausencia de provisiones hizo cundir el hambre. Se envía un pequeño grupo a salir de la zona para establecer una línea de apoyo con el resto del MIR, pero son detenidos en el intento y ejecutados por el Ejército.
El siguiente enfrentamiento se da el 12 de septiembre, con nuevas bajas para los guerrilleros y mermando cada vez más el grupo sin poder romper decisivamente el cerco tendido por el Ejército. El 15 de octubre cerca de Choshuenco cae en combate el jefe de la guerrilla, Miguel Cabrera, y mientras algunos logran escapar en dirección a Santiago, otros caen en enfrentamientos, enfermedades o bien son detenidos y ejecutados por los agentes de la CNI. Se suceden las últimas operaciones en el mes de noviembre, cuando la guerrilla es finalmente dispersada.

## Desenlace y consecuencias
La falta de coordinación, preparación y apoyo de la población local pudieron ser factores de la derrota de la guerrilla, además de la gran asimetría de fuerzas. Este choque fue polémico ante la opinión pública, por la magnitud de las fuerzas enfrentadas. Mientras se desconoce el número de bajas militares, se maneja un número de 11 muertos de la guerrilla, y se sabe de un soldado conscripto muerto al recibir accidentalmente una ráfaga de fusil ametralladorade Rosauro Martínez, además de un campesino no identificado que fue ejecutado por el Ejército.
En la práctica, significó el fin de los mayores esfuerzos guerrilleros del MIR. Los combatientes sobrevivientes seguirían en el conflicto posteriormente, aunque con el tiempo cobraría mayor protagonismo el Frente Patriótico Manuel Rodríguez. Para la dictadura militar de Augusto Pinochet significó una sonora victoria y una muestra a la opinión pública de las fuerzas que se estaban enfrentando. Hoy a la entrada del pueblo de Neltume hay un pequeño memorial con los nombres de los involucrados muertos y desaparecidos, inaugurado el año 2001 y reinaugurado en 2011.